# Zodariellum sungar
Zodariellum sungar là một loài nhện trong họ Zodariidae.
Loài này thuộc chi Zodariellum. Zodariellum sungar được Rudy Jocqué miêu tả năm 1991.